# Václav Smetana
Václav Smetana (15. listopadu 1934 Praha – 2. srpna 2018) byl český lékař specializující se v oboru ortopedie, vysokoškolský pedagog, v letech 1990–1999 přednosta Ortopedické kliniky dětí a dospělých 2. lékařské fakultě Univerzity Karlovy a Fakultní nemocnice v Motole, jeden ze zakládajících členů Svazu tělesně a zrakově postižených sportovců (1969), Mezinárodního paralympijského výboru a také paralympijského hnutí.

## Profesní život
Po absolvování Fakulty všeobecného lékařství Univerzity Karlovy v Praze v roce 1958 působil do roku 1962 na chirurgickém oddělení v Náchodě a poté na II. klinice pro dětskou chirurgii a ortopedii Fakulty dětského lékařství UK v Motole. V období 1988–1990 pracoval jako primář ortopedicko-traumatologického oddělení v Kolíně, poté se vrátil do Motola ve funkci přednosty Ortopedické kliniky dětí a dospělých UK 2. LF a FNM (1990–1999).
V roce 1947 utrpěl na žňové brigádě úraz levé dolní končetiny, po němž mu byl amputován bérec. Jako aktivní sportovec se podílel na zakládání organizací pro postižené a zapojil se do paralympijského hnutí. V roce 1976 se stal členem Mezinárodní organizace pro rehabilitaci invalidů při UNESCO. Získal dvě stříbrné medaile v plavání a jednu z volejbalu na světových sportovních hrách. Mimo jiné vypracoval pravidla volejbalu pro invalidy. Na protest proti marginalizaci a přehlížení postižených sportovců v československém komunistickém režimu odstoupil v roce 1979 ze všech funkcí ve sportovních organizacích, vrátil se v roce 1988, kdy se na čtyři roky stal předsedou Svazu tělesně a zrakově postižených sportovců.
Byl ženatý (v roce 2008 oslavil zlatou svatbu) a měl dva syny a dceru, inženýra a lékaře.

## Ocenění
Byl držitelem několika ocenění, v roce 2009 byl uveden do Síně slávy handicapovaných sportovců.
Dne 28. října 2009 jej prezident republiky vyznamenal medailí Za zásluhy o stát v oblasti vědy.

## Citáty
| „                      | Přál bych si, aby byla demokracie, klid, mír a spravedlnost. Aby se lidi vzpamatovali a poučili z historie našeho národa – nedokážu absolutně pochopit, jak někdo může být dnes komunista, a už vůbec nedokážu pochopit, jak někdo může zastávat myšlenky nacismu – to mě přivádí k absolutnímu šílenství. | “ |
| — Václav Smetana, 2009 | |   |